# Noren

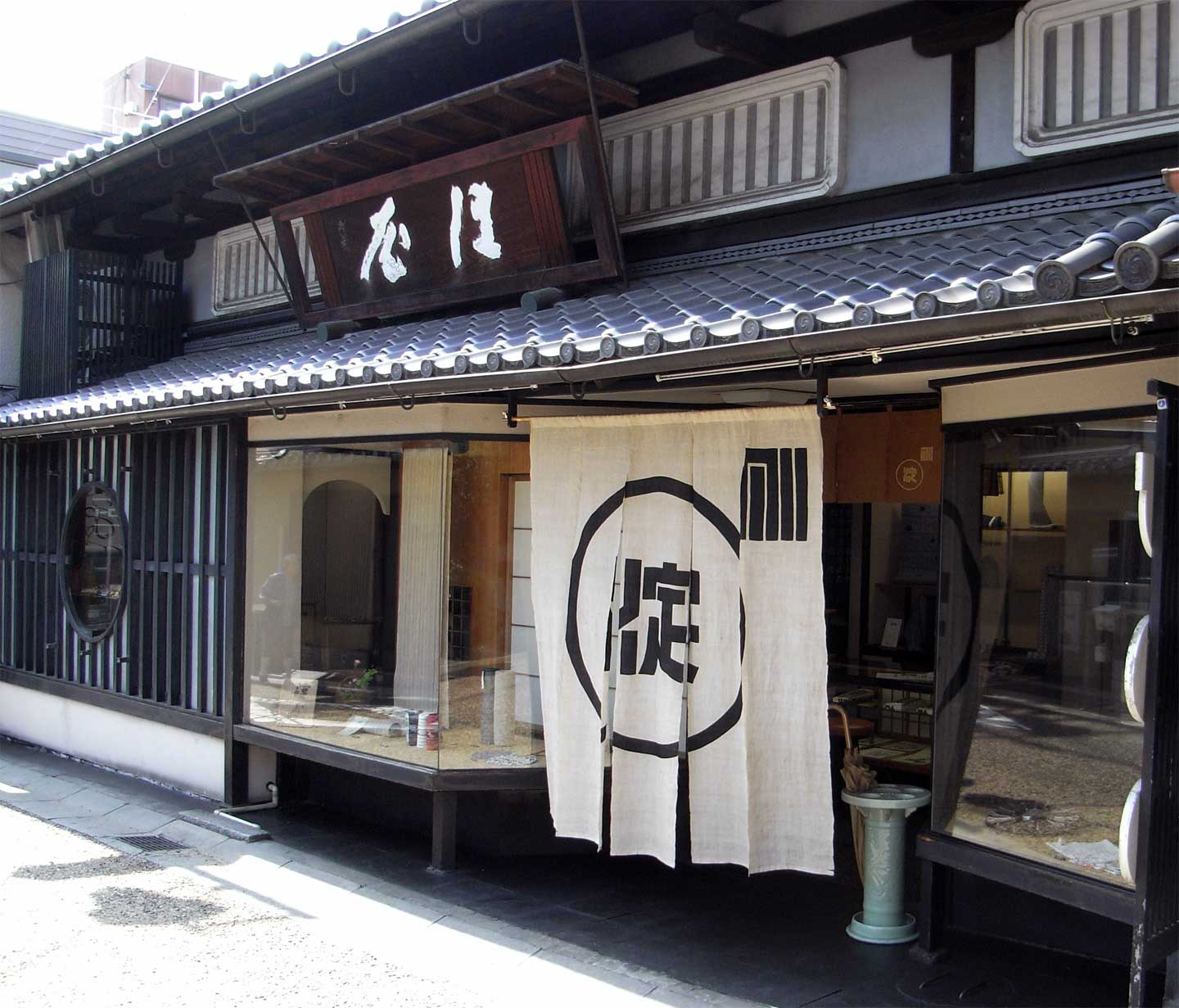
Un noren tradicional a la entrada de una tienda de telas de la ciudad de Nara

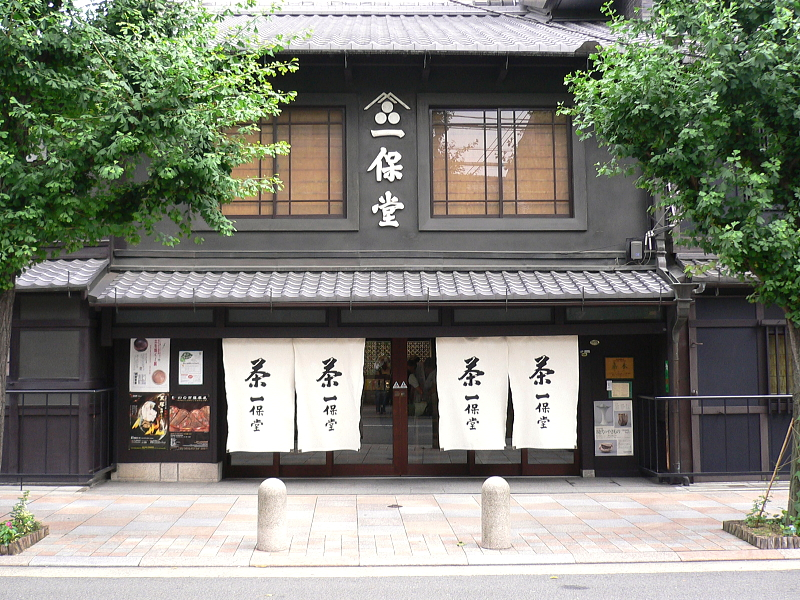
Noren en la entrada de una tienda de tés en Kioto

Los noren (暖簾?) son cortinas de tela tradicionales japonesas que se cuelgan en habitaciones, paredes, puertas o ventanas a modo de separador. Tienen forma rectangular y se confeccionan en diferentes materiales, tamaños, colores y diseños. Suelen tener uno o varios cortes verticales de abajo a arriba para facilitar la visión y el paso a través de ellos.
Los noren estaban pensados originalmente para proteger del polvo y dar sombra en los días de sol. Los que cuelgan a la entrada de tiendas y restaurantes suelen llevar impreso el nombre del negocio o su logotipo y, por tanto, también hacen las veces de letrero anunciador.

## Nombre
Noren significa literalmente "cortina térmica". Se compone de los kanjis non (暖?) que significa "cálido" y ren (簾?) que significa "cortina", ambos leídos en la lectura on.

## Usos

### Casas
Los noren estaban pensados originalmente para proteger la casa del viento, el polvo y la lluvia, así como para mantener el calor en los días fríos y dar sombra en los días calurosos de verano. También se emplean con fines decorativos o para dividir una estancia en dos espacios distintos.

### Negocios

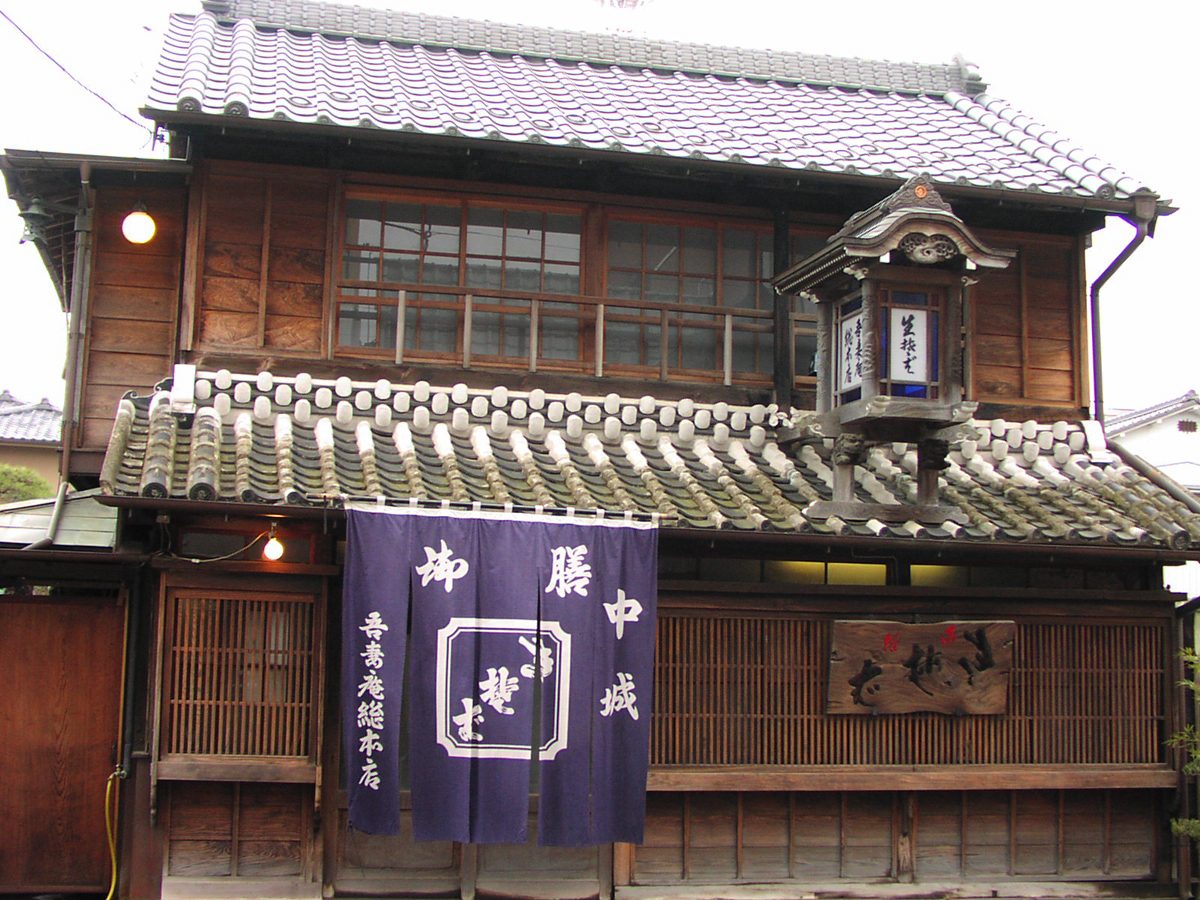
Noren frente a un restaurante de soba

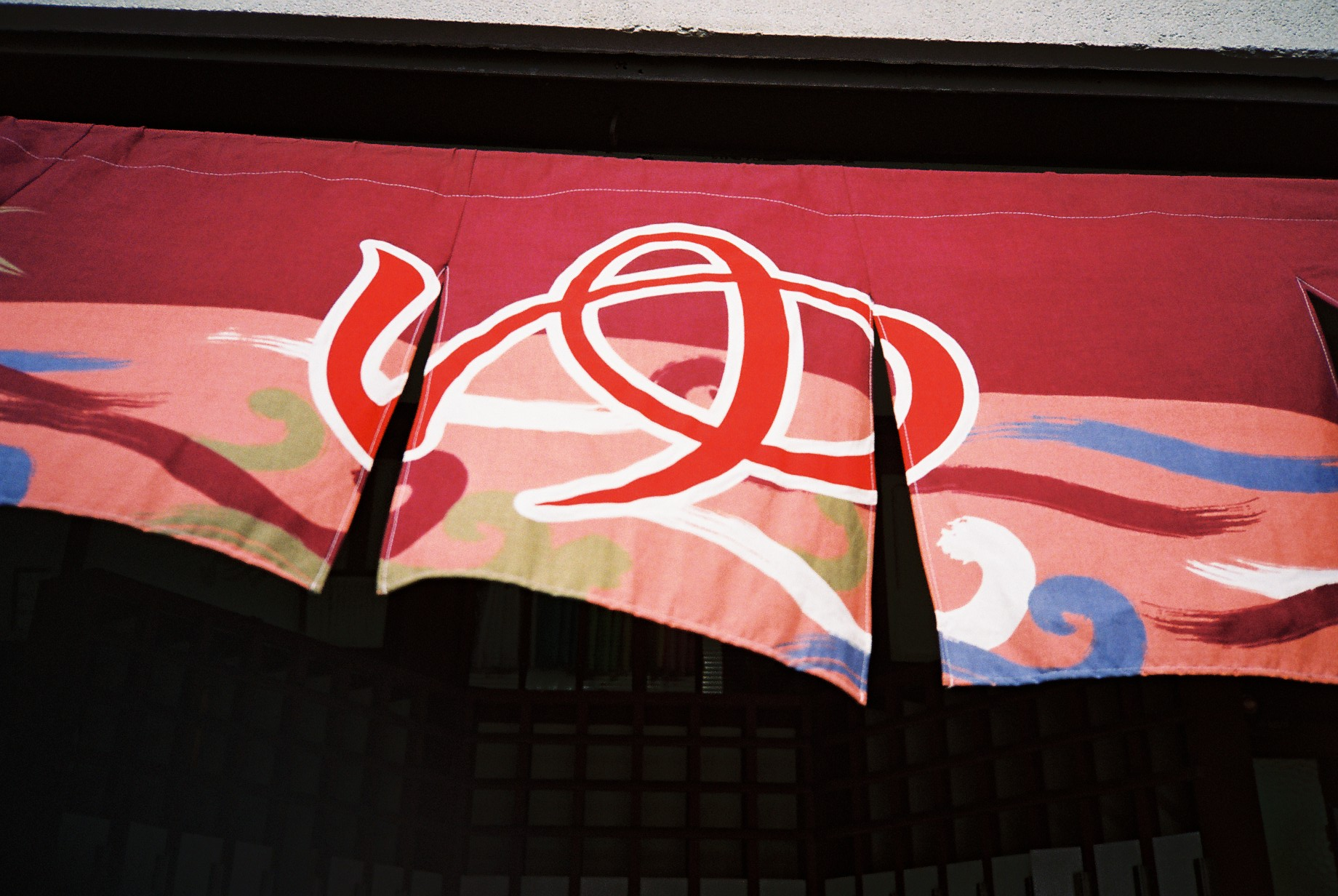
Un noren con el símbolo ゆ a la entrada de un sentō

Los comercios y restaurantes utilizan los noren en el exterior como medio de protección contra el sol, el viento y el polvo y también para publicitar el nombre o el logotipo del negocio. Los nombres suelen ser caracteres japoneses, particularmente kanji, pero también se pueden encontrar emblemas mon, monogramas japoneses u otros diseños (por lo general motivos tradicionales, pero también los hay de diseños modernos). Los noren de interior se suelen utilizar para separar las zonas de comedor de las cocinas u otras zonas de preparación de alimentos para evitar la propagación de humos u olores.
Los sentō (baños públicos) también colocan noren en sus entradas, normalmente de color azul para los hombres y rojo para las mujeres, con el kanji 湯 (yu, "agua caliente") o el correspondiente hiragana ゆ.
También se cuelgan en la entrada principal de una tienda para indicar que está abierta al público, y siempre se retiran al final de la jornada laboral.
La palabra noren también puede hacer referencia al valor de marca de una empresa, ya que con frecuencia suelen llevar impresos su nombre o su logotipo. En la contabilidad japonesa se utiliza para hacer referencia al fondo de comercio de una empresa tras una adquisición.

## Tipos
- mizuhiki-noren (水引暖簾?): noren muy corto, sirve sólo de adorno.
- han-noren (半暖簾?): noren de longitud media (56,7 centímetros de largo), hace las veces de letrero publicitario.
- naga-noren (長暖簾?): noren largo (1,6 metros de largo), sirve como separador y toldo.
- hiyoke-noren (日除け暖簾?): noren muy largo (de entre 1,6 y 3 metros de longitud), sirve como toldo.[6]